# Valentino: The Last Emperor
Valentino: The Last Emperor (oppure Valentino: L'ultimo imperatore) è un documentario statunitense del 2008, diretto da Matt Tyrnauer, giornalista della rivista di moda Vanity Fair. La pellicola racconta gli ultimi due anni di attività dello stilista italiano Valentino.

## Produzione
Per il film sono state girate oltre 250 ore di filmati, fra il giugno 2005 ed il luglio 2007.
Numerosi sono i personaggi intervistati o mostrati nel film legati al mondo della moda e dello spettacolo, fra i quali si possono citare Tom Ford, Karl Lagerfeld, Matteo Marzotto, Joan Collins, Meryl Streep, Gwyneth Paltrow, Claudia Schiffer, André Leon Talley, Donatella Versace, Valerio Festi, Giorgio Armani, Anne Hathaway, Elizabeth Hurley, Diane von Fürstenberg, Alek Wek ed Anna Wintour.

## Distribuzione
Dopo essere stato presentato alla 65ª Mostra internazionale d'arte cinematografica di Venezia, il film è stato proiettato nei cinema statunitensi nel marzo 2009 ed in quelli italiani il 20 novembre 2009.